# Idalmis Gato
Idalmis Gato Moya, född 30 augusti 1971 i Camagüey, är en kubansk före detta volleybollspelare. Med Kubas damlandslag i volleyboll vann hon tre OS-guld, ett VM-guld, två titlar vid panamerikanska spelen och en titel vid centralamerikanska och karibiska spelen.